# Pseudomyrmex apache
Pseudomyrmex apache är en myrart som beskrevs av William Steel Creighton 1953. Pseudomyrmex apache ingår i släktet Pseudomyrmex och familjen myror. Inga underarter finns listade i Catalogue of Life.

## Bildgalleri

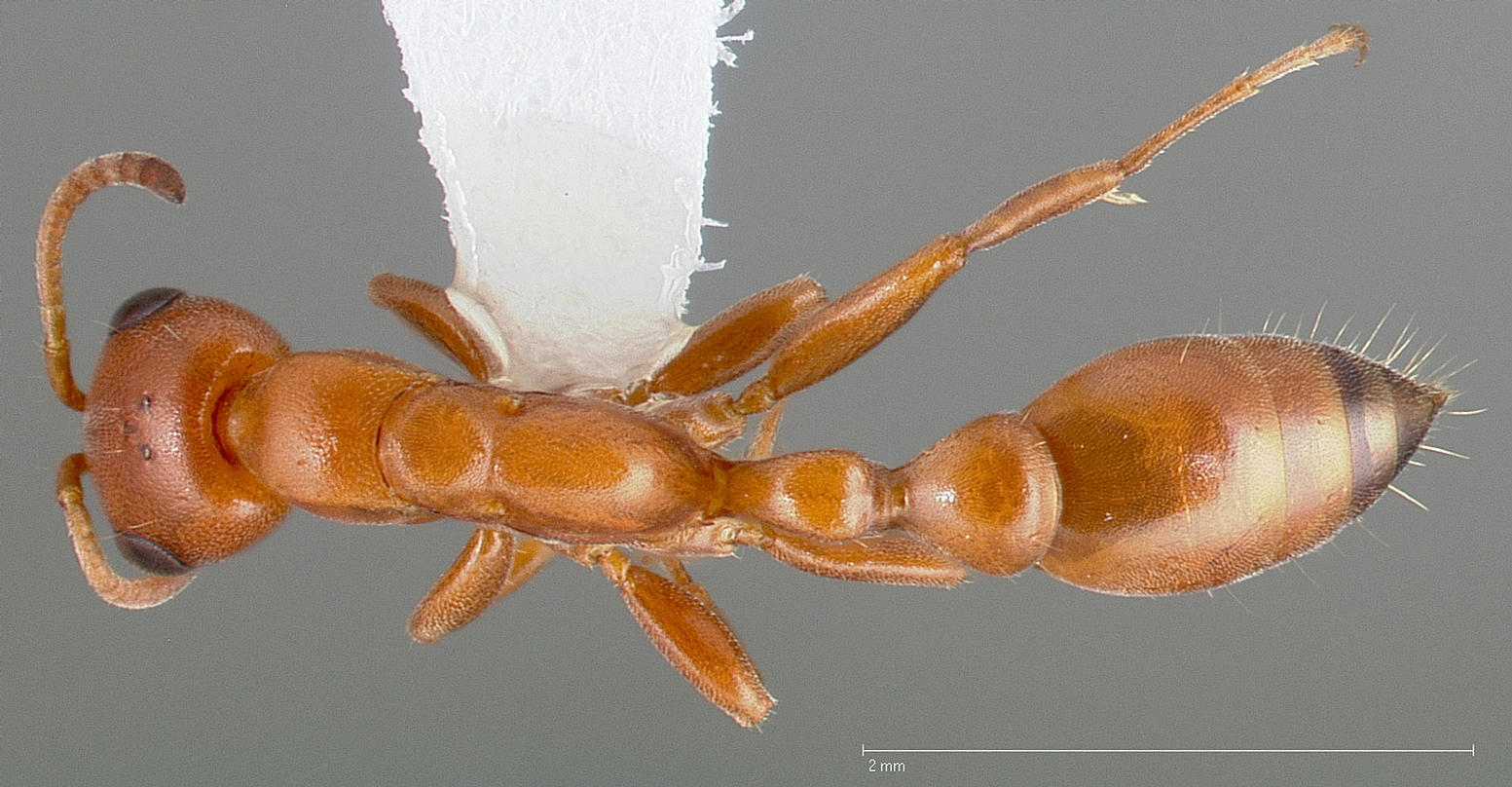
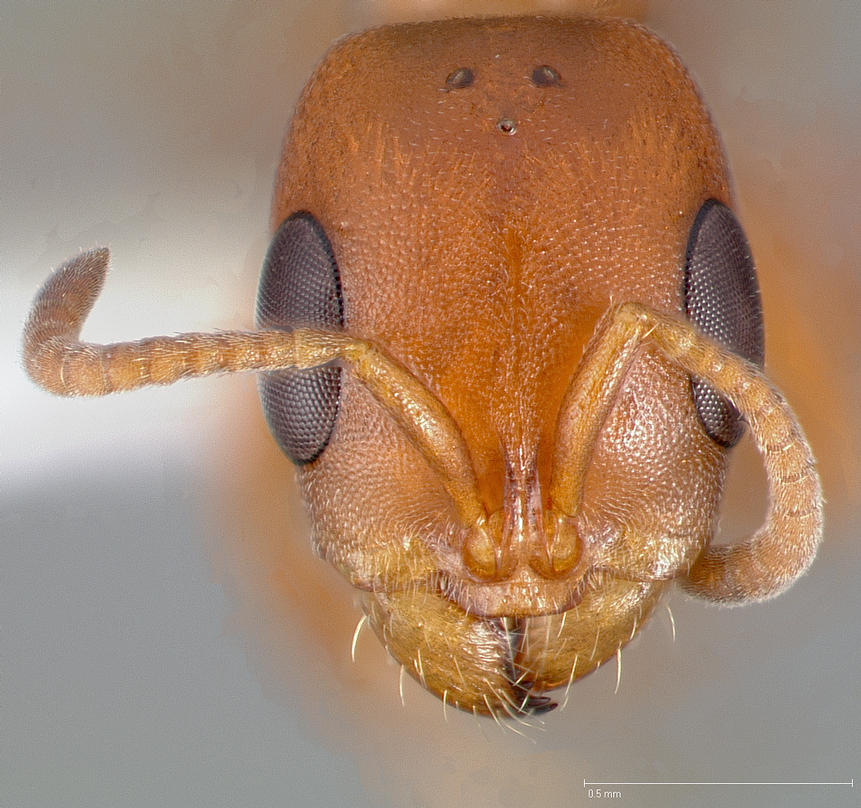
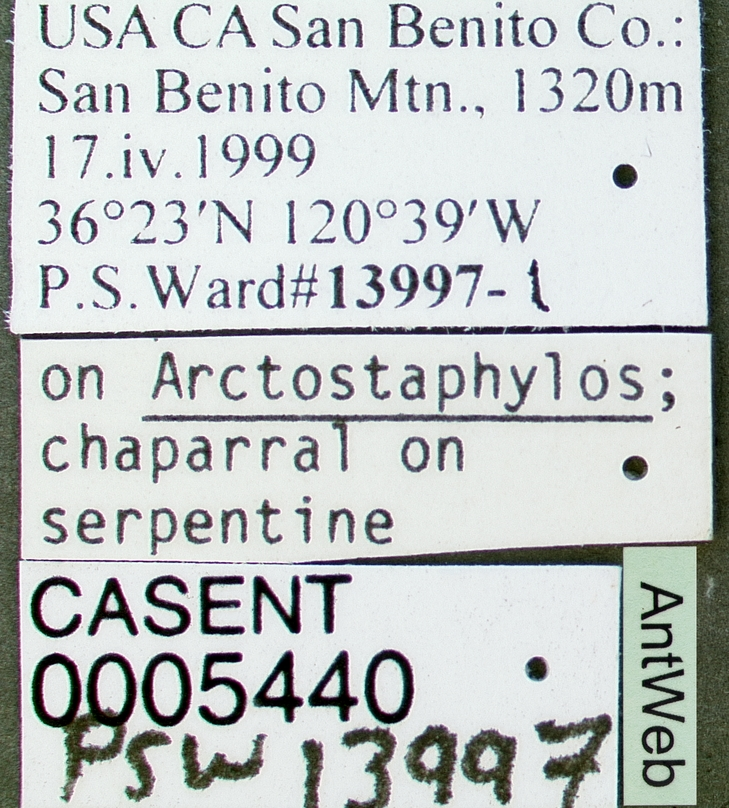
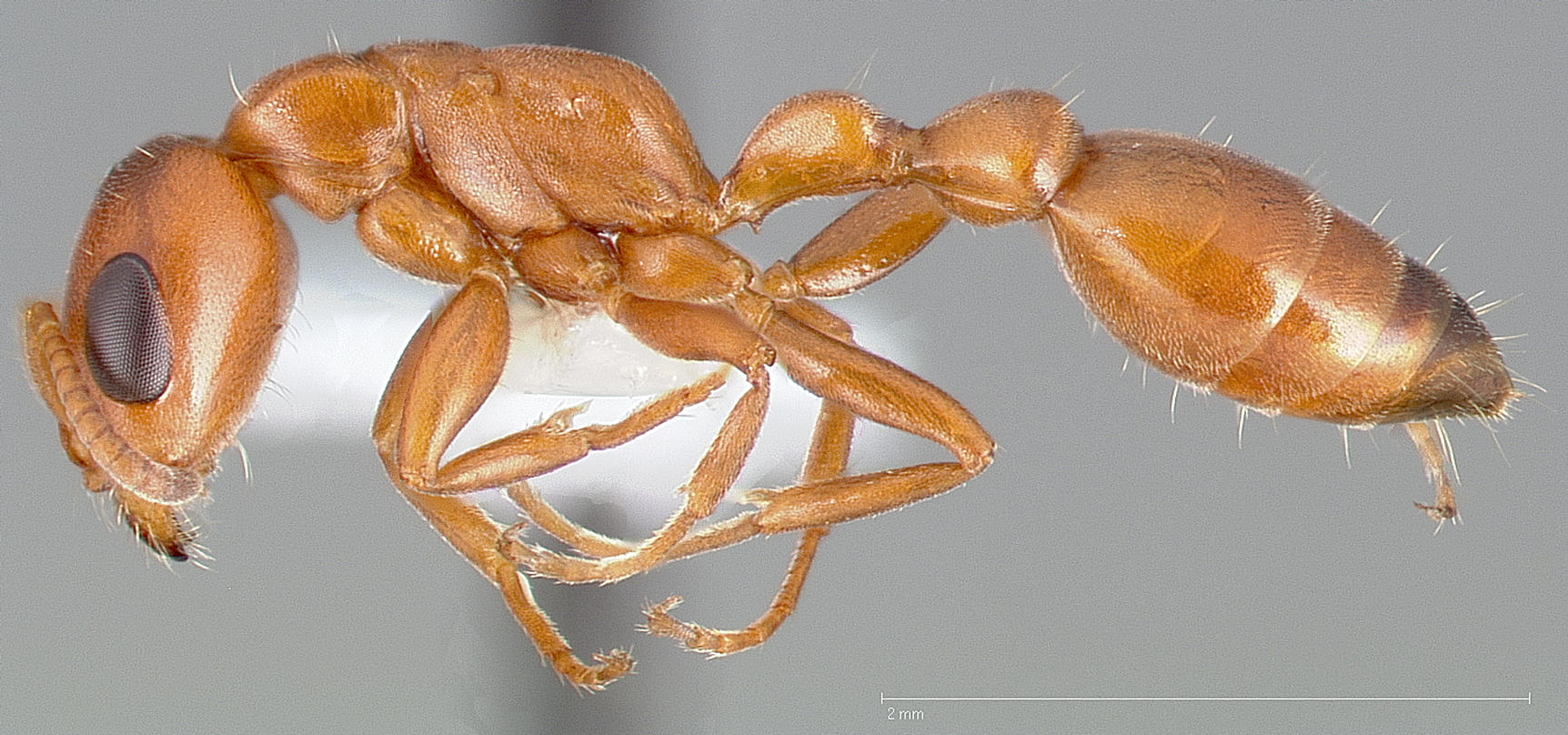
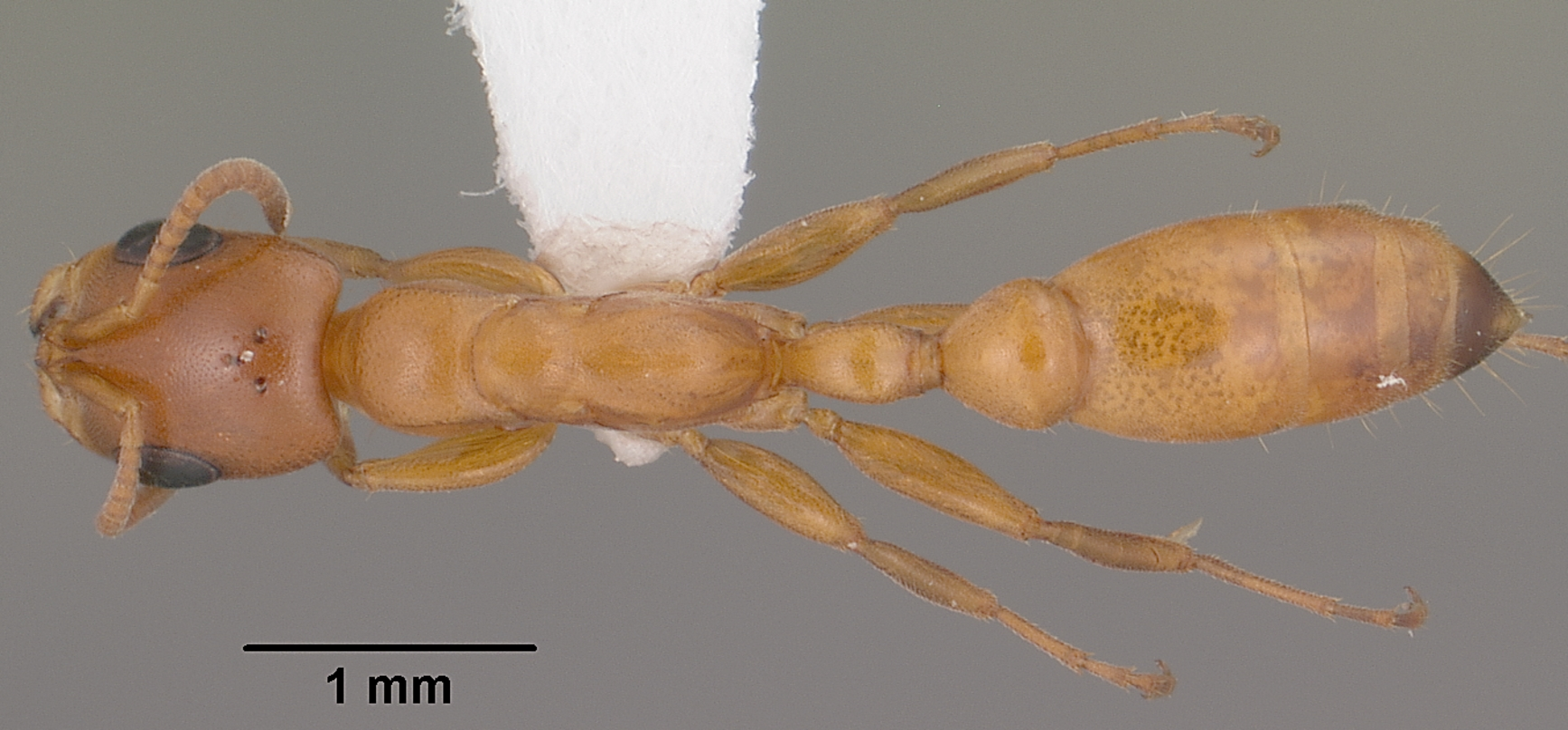
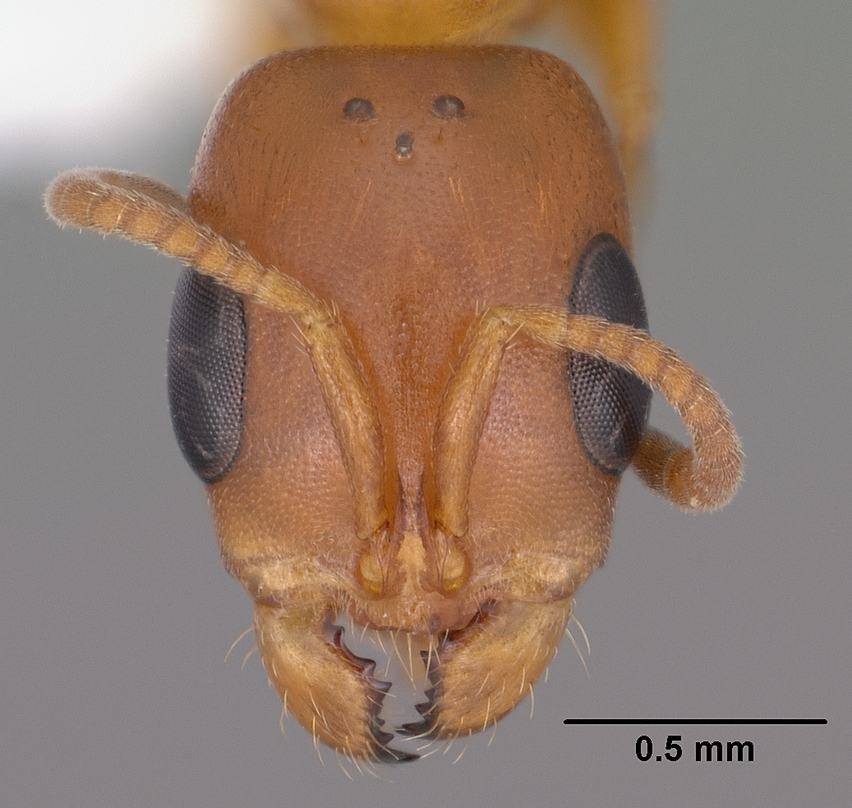